# بر اساس یک داستان واقعی (فیلم)
بر اساس یک داستان واقعی (فرانسوی: D'après une histoire vraie‎) یک فیلم درام فرانسوی به کارگردانی رومن پولانسکی محصول سال ۲۰۱۷ است. این فیلم برای نمایش در بخش خارج از مسابقه هفتادمین جشنواره فیلم کن انتخاب شده‌است.

## داستان
نویسنده‌ای پس از انتشار کتاب جدیدش رابطه‌ای با طرفدار وسواسی اش برقرار می‌کند.

## بازیگران
- اوا گرین
- امانوئل سنیه
- وینسنت پرز